# Mistrzostwa Świata w Piłce Ręcznej Kobiet 1997
XIII Mistrzostwa Świata w Piłce Ręcznej Kobiet odbyły się w dniach 30 listopada - 14 grudnia 1997 roku w Niemczech. W turnieju występowały 24 zespoły. Mistrzem Świata została Mistrzem Świata została Dania, pokonując w finale reprezentację Norwegii. Brązowy medal zdobyły Niemcy. Najlepszą strzelczynią została Indira Kastratović, zdobywając 71 bramek. MVP turnieju wybrano Franziskę Heinz.
Podczas jednego z półfinałowych meczów Danii z Rosją na trybunach (32-22), doszło do bójki pomiędzy Duńczykiem a niemieckim widzem. Podczas walki Niemiec wyciągnął nóż i dźgnął Duńczyka. Inny duński widz próbował interweniować, lecz również został dźgnięty nożem. Obaj Duńczycy wkrótce zmarli, a Niemiec został aresztowany przez policję. W trakcie przesłuchania przyznał się do zarzucanych mu czynów, twierdząc, że dokonał tego pod wpływem alkoholu.

## Formuła
W rundzie wstępnej 24 zespoły zostały podzielone na 4 grupy. Trzy pierwsze zespoły z każdej grupy zakwalifikowały się do drugiej rundy. Zespoły z miejsc 4 - 6 rozegrają walkę o miejsca 13 - 24. W rundzie drugiej zespoły zostały przydzielone do 2 grup. Zwycięzcy grup i zespoły z drugiego miejsca awansują do półfinału. Z kolei zespoły z miejsc 3 - 6 rozegrały walkę o miejsca 5 - 12. Przegrani z półfinałów rozegrały mecz o brązowy medal, natomiast zwycięzcy półfinałów zagrajły w finale o złoty medal.

### Faza finałowa

#### Półfinały
| Niemcy | 23:25 | Norwegia |
| Dania  | 32:22 | Rosja    |

#### Mecz o 3. miejsce
| Niemcy | 27:25 | Rosja |

#### Finał
| Norwegia | 20:33 | Dania |

### Nagrody indywidualne
| Najlepsza strzelczyni | Najlepsza bramkarka | Najlepsza lewoskrzydłowa | Najlepsza prawoskrzydłowa | Najlepsza lewa rozgrywająca | Najlepsza środkowa rozgrywająca | Najlepsza prawa rozgrywająca | Najlepsza obrotowa | MVP             |
| --------------------- | ------------------- | ------------------------ | ------------------------- | --------------------------- | ------------------------------- | ---------------------------- | ------------------ | --------------- |
| Indira Kastratović    | Susanne Munk Wilbek | Han Sun-hee              | Natalia Małachowa         | Tonje Sagstuen              | Camilla Andersen                | Franziska Heinz              | Natalia Deriugina  | Franziska Heinz |

## Końcowa klasyfikacja
|     |                          |
| Lp. | Drużyna                  |
|     | Dania                    |
|     | Norwegia                 |
|     | Niemcy                   |
| 4.  | Rosja                    |
| 5.  | Korea Południowa         |
| 6.  | Chorwacja                |
| 7.  | Macedonia Północna       |
| 8.  | Polska                   |
| 9.  | Węgry                    |
| 10. | Francja                  |
| 11. | Austria                  |
| 12. | Rumunia                  |
| 13. | Czechy                   |
| 14. | Wybrzeże Kości Słoniowej |
| 15. | Angola                   |
| 16. | Białoruś                 |
| 17. | Japonia                  |
| 18. | Słowenia                 |
| 19. | Algieria                 |
| 20. | Kanada                   |
| 21. | Uzbekistan               |
| 22. | Chiny                    |
| 23. | Brazylia                 |
| 24. | Urugwaj                  |